# Abantiades hyalinatus
Abantiades hyalinatus là một loài bướm đêm thuộc họ Hepialidae. Nó được tìm thấy ở Úc, from miền nam Queensland tới Tasmania.
Sải cánh dài 10–12 cm.

## Hình ảnh

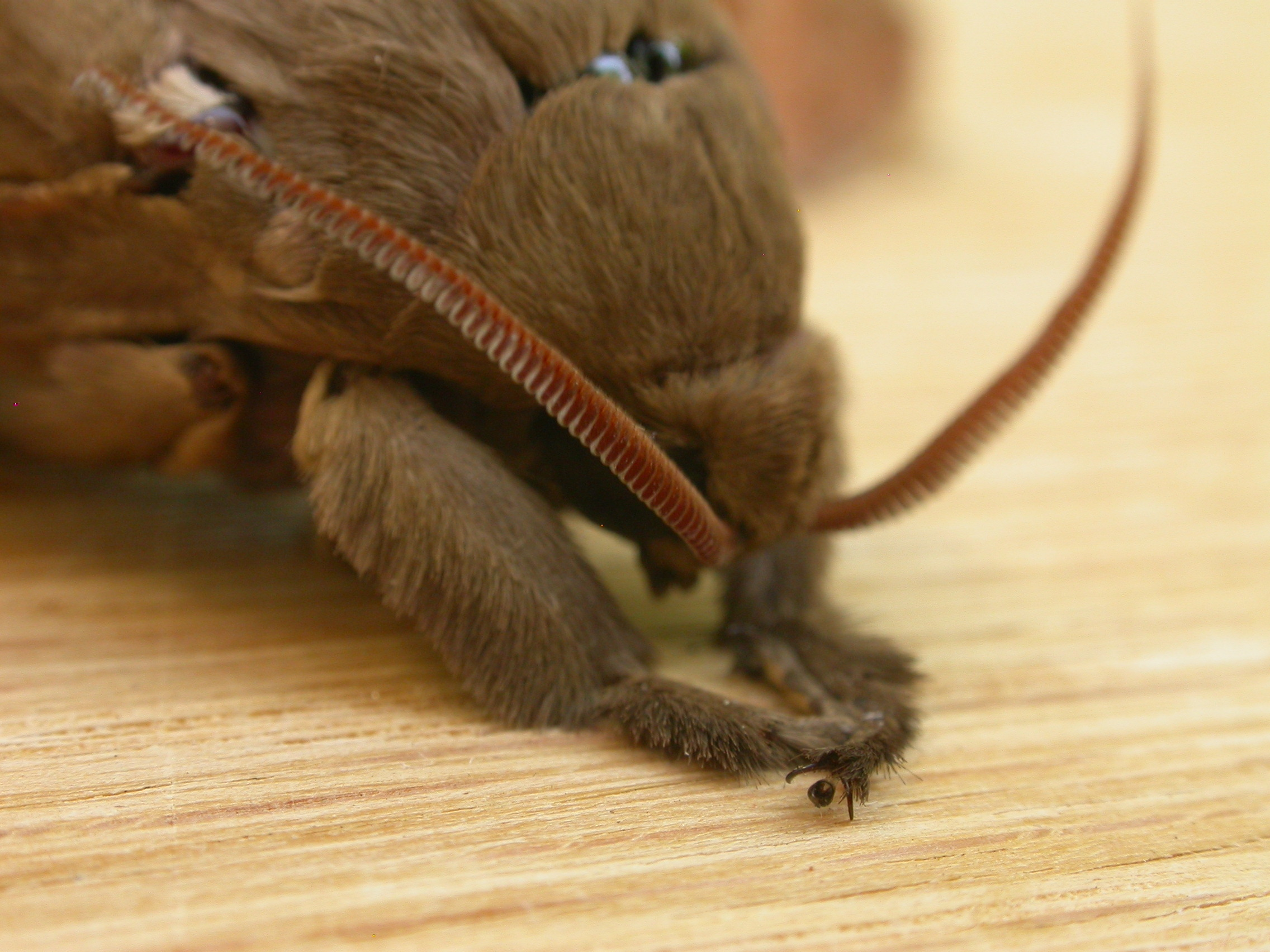
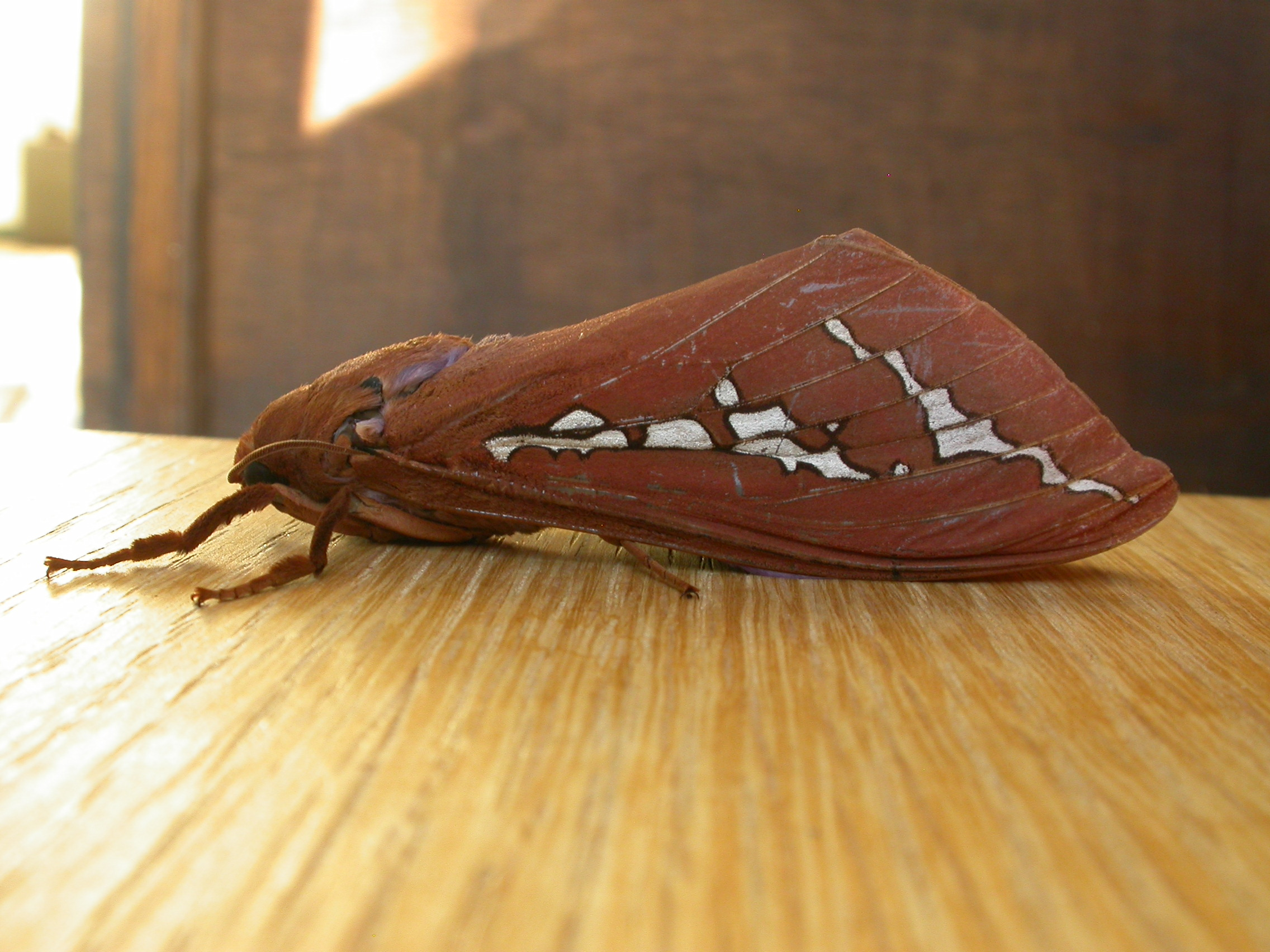
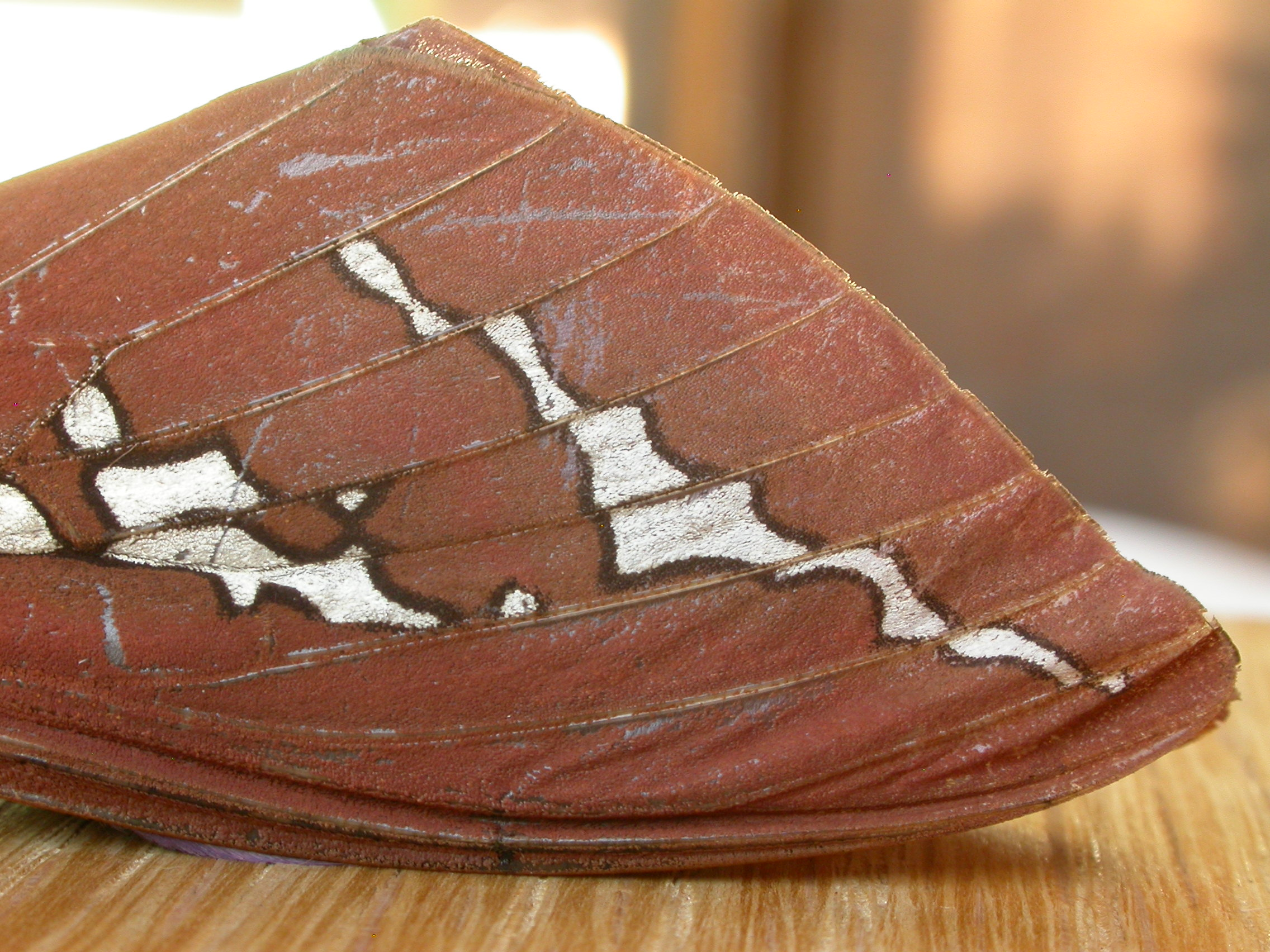
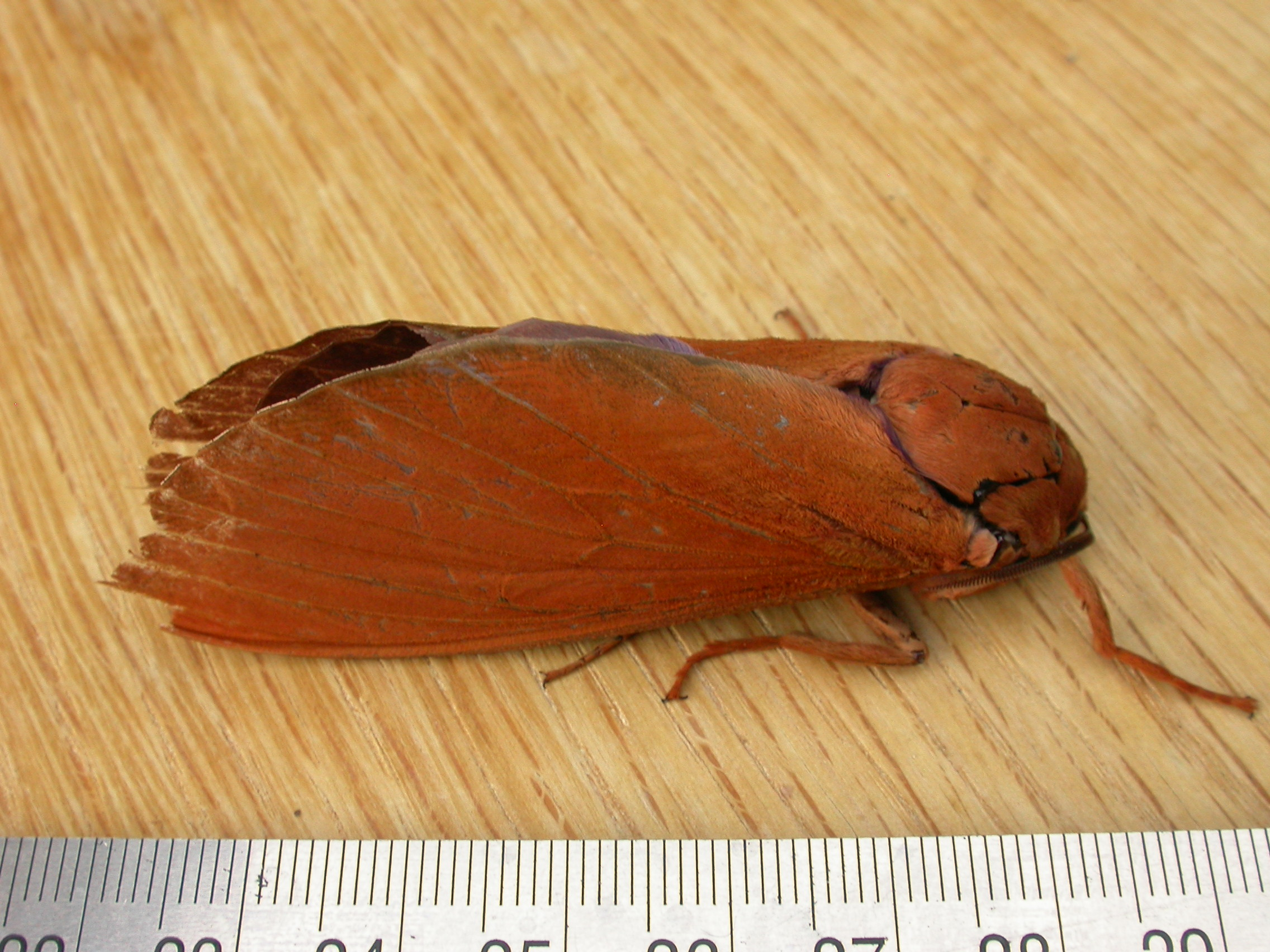